# Mike Mularkey
(en) Statistiques sur pro-football-reference
Mike Mularkey, né le 19 novembre 1961 à Fort Lauderdale en Floride, est un joueur de football américain devenu entraîneur. Ayant évolué au poste de tight end, il a joué neuf saisons dans la National Football League (NFL).
Durant sa carrière d'entraîneur, il a occupé le poste d'entraîneur principal chez les Bills de Buffalo (2004 à 2005), les Jaguars de Jacksonville (2012) et les Titans du Tennessee (2015 à 2017).

## Biographie

### Carrière de joueur
Après avoir joué au niveau universitaire pour les Gators de la Floride, il est sélectionné par les 49ers de San Francisco au neuvième tour, en 229e position, lors de la draft 1983 de la NFL. Il est coupé par les 49ers sans avoir joué le moindre match avec l'équipe. Il signe par la suite avec les Vikings du Minnesota durant la saison 1983. Après six saisons avec les Vikings, il signe avec les Steelers de Pittsburgh. Il réalise sa meilleure saison offensive en 1990 avec 32 passes réceptionnés pour 365 yards de gain et 3 touchdowns marqués. Il se retire après la saison 1991.

### Carrière d'entraîneur
Il passe la saison 1993 avec l'université Concordia, au Minnesota, et leur équipe des Golden Bears (en) en tant qu'entraîneur de la ligne offensive et de la ligne défensive.
En 1994, il obtient un premier poste d'entraîneur chez une équipe de la NFL en étant l'entraîneur du contrôle de la qualité avec les Buccaneers de Tampa Bay. La saison suivante, il est promu au poste d'entraîneur des tight ends. Il rejoint les Steelers de Pittsburgh en 1996 pour le même poste, qu'il occupe pendant 5 saisons. Sous les ordres de Bill Cowher, il est promu au poste de coordinateur offensif en 2001, en remplacement de Kevin Gilbride (en).
Après trois saisons à ce poste avec les Steelers, il est nommé entraîneur principal des Bills de Buffalo en 2004. Après un mauvais début de saison, ayant perdu les 4 premiers matchs et avec une fiche provisoire de 3 victoires et 6 défaites, il mène les Bills à une série de 6 victoires consécutives, mais échoue à qualifier son équipe en éliminatoires après avoir perdu le dernier match de saison régulière. Son équipe termine la saison suivante avec une fiche de 5 victoires et 11 défaites. Il démissionne au terme de la saison. 
En 2006, il rejoint les Dolphins de Miami en tant que coordinateur offensif sous les ordres de Nick Saban. Avec le départ de Saban après la saison et l'arrivée de Cam Cameron (en), il est rétrogradé au poste d'entraîneur des tight ends pour la saison 2007, Cameron lui-même appelant désormais les jeux offensifs.
Après la saison 2007, Mularkey, avec presque tous les entraîneurs des Dolphins, est libéré après le renvoi de Cam Cameron. Il est engagé par les Falcons d'Atlanta en 2008, en tant que coordinateur offensif, sous les ordres du nouvel entraîneur principal Mike Smith.
Il quitte les Falcons en 2012 après avoir été nommé entraîneur principal des Jaguars de Jacksonville. La saison 2012 est toutefois très difficile pour Mularkey et les Jaguars, qui terminent l'année avec une fiche de 2 victoires et 14 défaites. Il est renvoyé après seulement une saison par le nouveau directeur général des Jaguars Dave Caldwell.
Il rejoint les Titans du Tennesse en 2014 en tant qu'entraîneur des tight ends sous les ordres de Ken Whisenhunt (en). Il devient l'entraîneur principal par intérim des Titans après le renvoi de Whisenhunt durant la saison 2015. Malgré une fiche de 2 victoires et 7 défaites sous sa gouverne, il est maintenu entraîneur principal en 2016.
Il mène les Titans en 2017 à une première participation aux éliminatoires depuis 2008. Au tour préliminaire contre les Chiefs de Kansas City, son équipe gagne la partie 22 à 21 après avoir été menée 21 à 3 après la première mi-temps. Son équipe perd toutefois le tour suivant contre les Patriots de la Nouvelle-Angleterre par la marque de 35 à 14. Malgré une participation en phase éliminatoire et un match éliminatoire gagné, Mularkey et les Titans se séparent d'un commun accord.